# Phacelia maculata
Phacelia maculata är en strävbladig växtart som beskrevs av Wood. Phacelia maculata ingår i Faceliasläktet som ingår i familjen strävbladiga växter. Inga underarter finns listade i Catalogue of Life.